# Église Saints-Pierre-et-Paul de Livourne
Pour les articles homonymes, voir Église Saints-Pierre-et-Paul.
L'église Saints-Pierre-et-Paul (en italien : Chiesa dei santi Pietro e Paolo)  est un édifice religieux catholique situé sur la place homonyme au centre historique, le long du Fosso Reale de Livourne, en Italie centrale.

## Histoire
L'église Saints-Pierre-et-Paul a été érigée d'après les plans de Luigi de Cambray Digny, dans une zone située à proximité de l'Ancien cimetière des Anglais.
les travaux ont débuté en 1829  et l'édifice fut rapidement achevé ; ainsi l'église et le contigu  Istituto della Maddalena ont accueilli les malades lors de l'épidémie de choléra de 1835.
L'église endommagée au cours de la Seconde Guerre mondiale, lors des bombardements de Livourne (1940-1945), a été restaurée après le conflit.

## Architecture

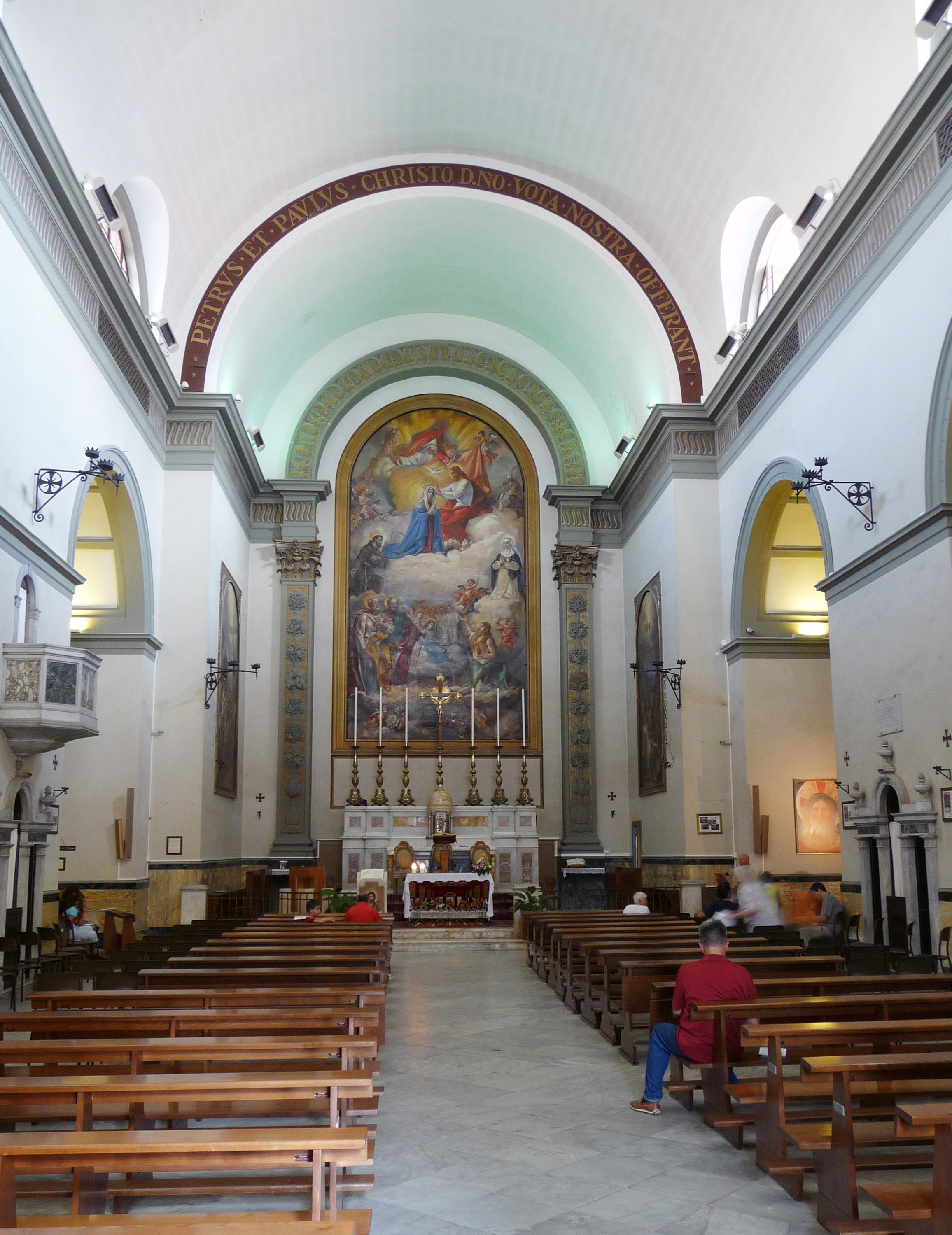
Intérieur de l'Église

La façade de l'église comporte un portique de style Renaissance. L'aspect général est caractérisé par des éléments néoclassiques de la tradition toscane et de la Renaissance Classicismo della Restaurazione.
Un campanile de 28 m complète l'édifice.
L'intérieur comporte une nef unique à croix latine. Les autels latéraux situés sous de profondes arcades à plein cintre conservent des œuvres d'artistes livournais du XIXe siècle.
Parmi les toiles situées le long de la nef se trouve une Immacolata Concezione d'Enrico Pollastrini.
Dans l'église se trouve un orgue Tamburini (it) opus 337, construit en 1953.